# Station Boom
Het station Boom is een spoorwegstation in de Antwerpse gemeente Boom. Het station werd in 1875 langs spoorlijn 61 (bijgenaamd "Leireken") geopend.
In 1879 werd het via spoorlijn 52 met station Hoboken en in 1881 op dezelfde lijn met station Puurs verbonden.
In 1952 werd lijn 61 gesloten zodat enkel lijn 52 als spoorlijn overbleef. De tak naar station Willebroek bleef echter als lijn 52/2 behouden.
Door het afsluiten van de spoorbrug over de Rupel was Boom tussen 1980 en 1998 zo'n 18 jaar lang een kopstation. Dit verklaart ook de vele infrastructuur die aanwezig is voor een station met dergelijk laag reizigersaantal (wat opvallend is gezien de grootte van de gemeente Boom); er is onder meer een ruim busstation, een loket, een reizigerstunnel, drie overdekte perrons en een vrij groot stationsgebouw. Het heeft ook enkele vrijliggende sporen die als vormingsstation gebruikt worden voor goederenvervoer naar bedrijven in de onmiddellijke omgeving.
Op 1 januari 2016 werden de loketten van dit station gesloten, en werd het een stopplaats.

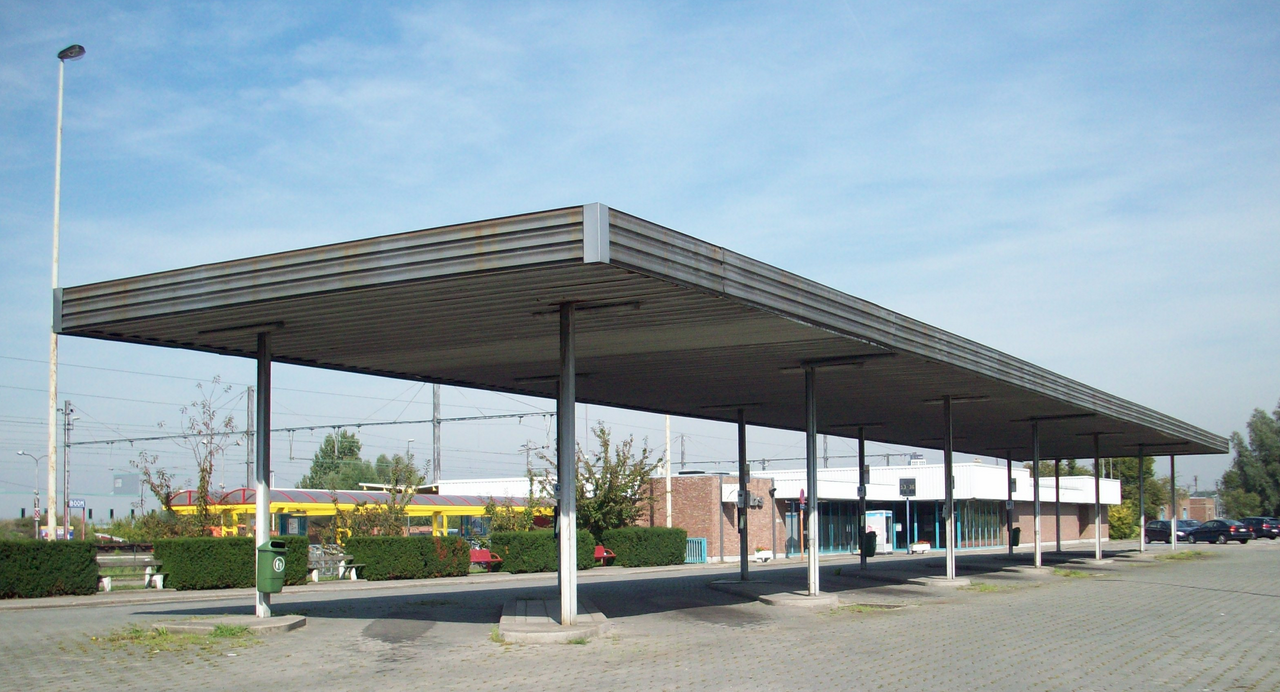
Busstation
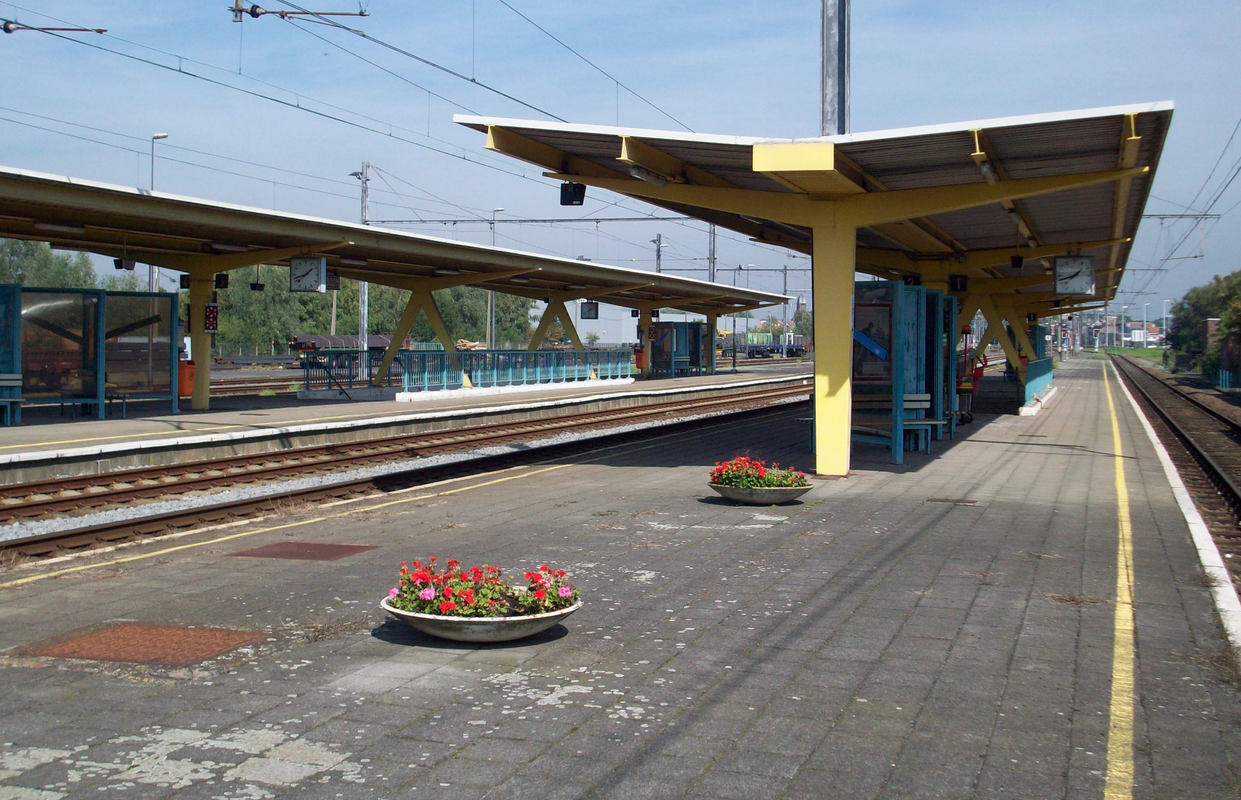
Zicht op de perrons
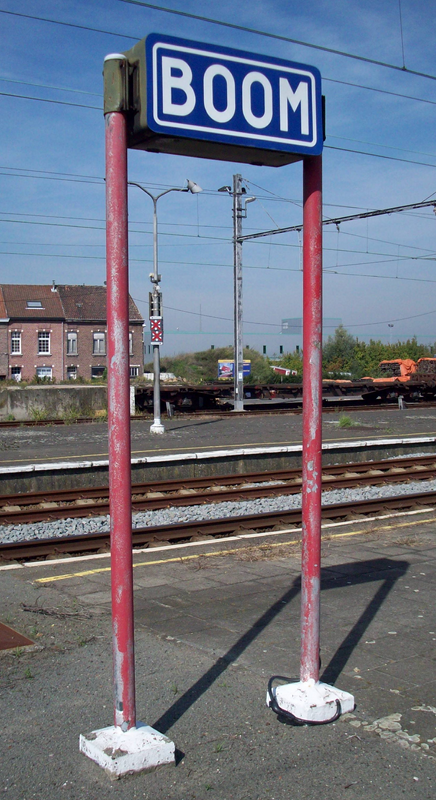
Naambord station Boom
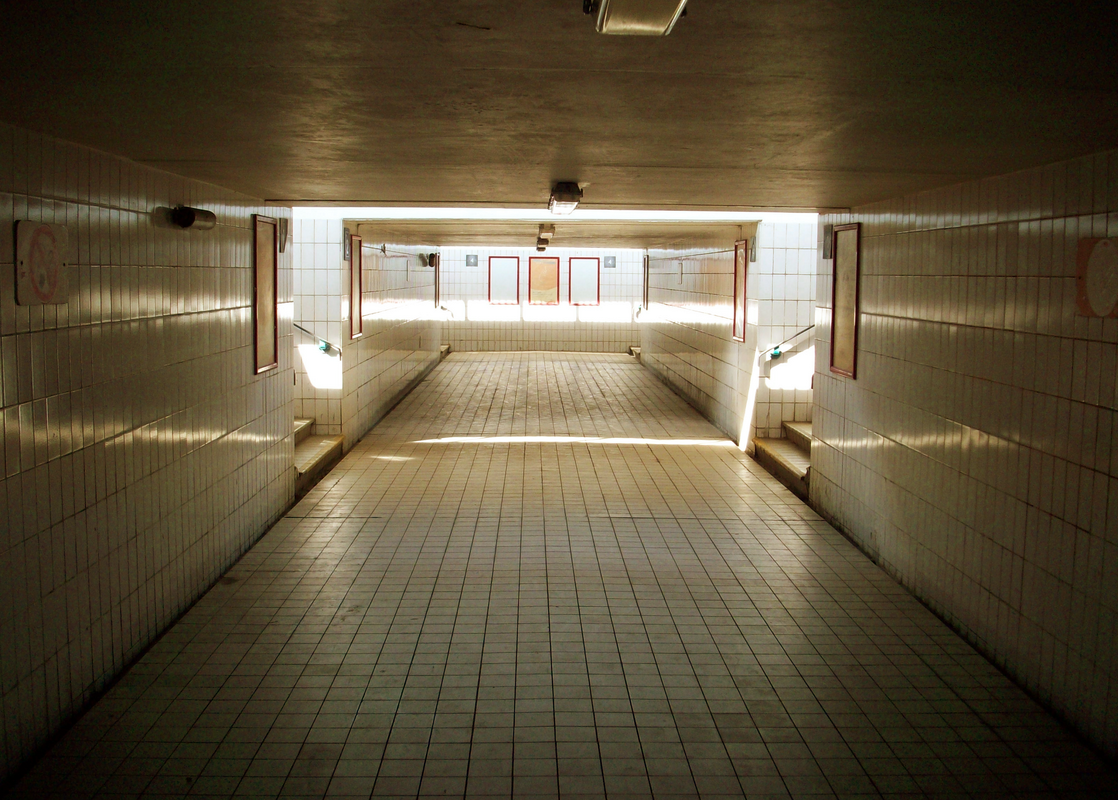
Reizigerstunnel
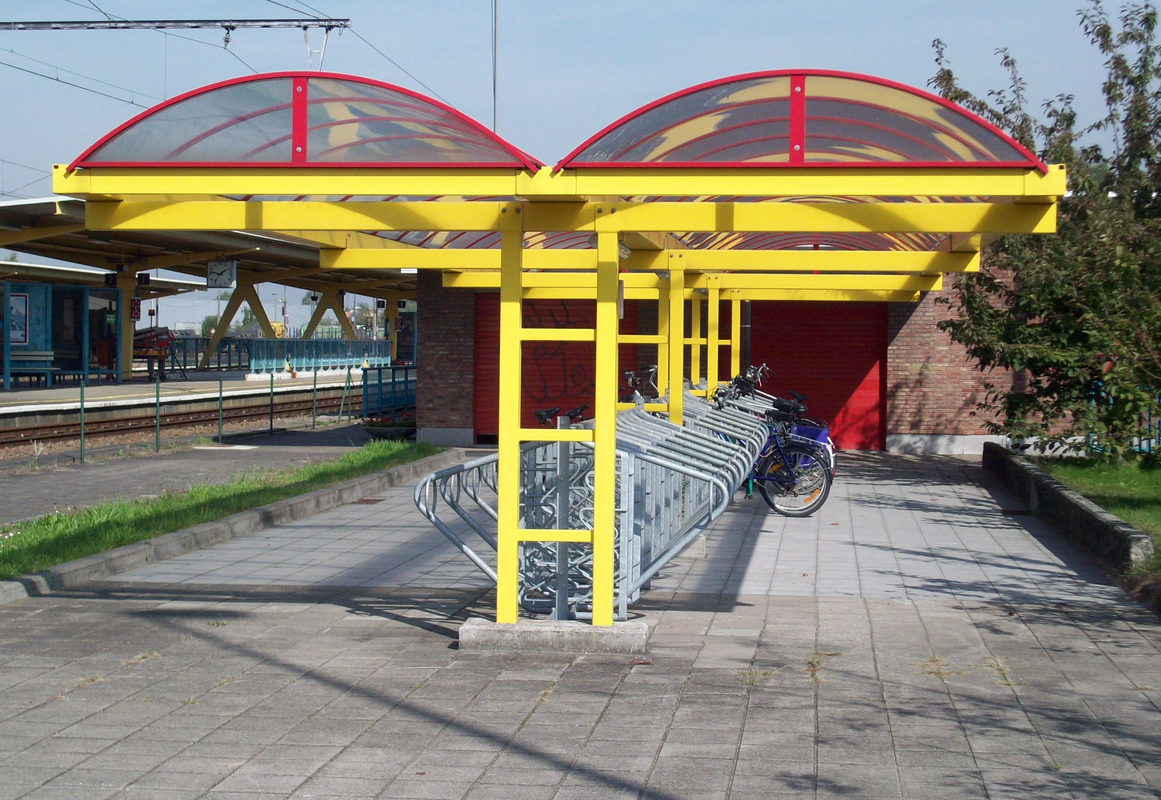
Fietsenstalling
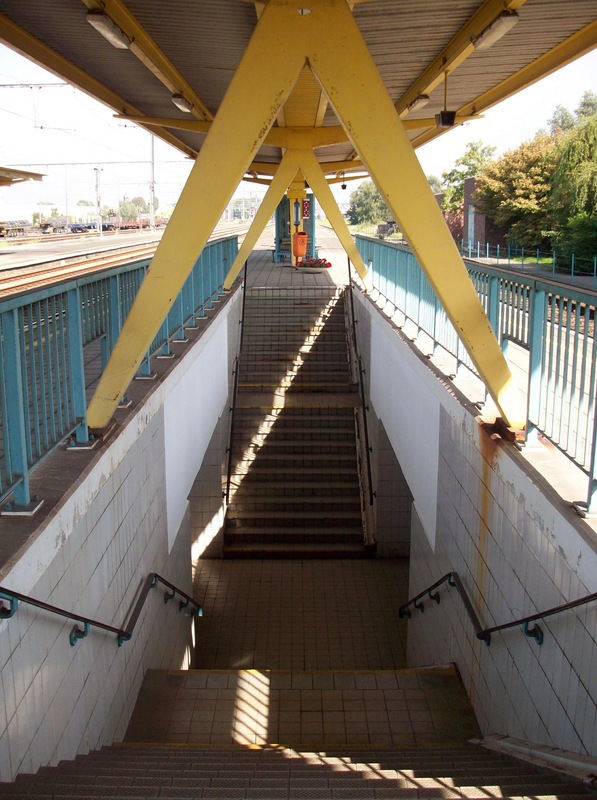
Trappen naar de reizigerstunnel

## Treindienst
| Serie     | Treinsoort               | Route                                                  | Bijzonderheden             |
| --------- | ------------------------ | ------------------------------------------------------ | -------------------------- |
| S 32 2350 | S-trein Antwerpen (NMBS) | Puurs – Boom – Antwerpen-Centraal – Essen              | Rijdt alleen op werkdagen. |
| S 32 2550 | S-trein Antwerpen (NMBS) | Puurs – Boom – Antwerpen-Centraal – Essen – Roosendaal |                            |

## Reizigerstellingen
De grafiek en tabel geven het gemiddeld aantal instappende reizigers weer op een week-, zater- en zondag.
| Tabel: aantal instappende reizigers station Boom | Tabel: aantal instappende reizigers station Boom | Tabel: aantal instappende reizigers station Boom | Tabel: aantal instappende reizigers station Boom |
|                                                  | Weekdag                                          | Zaterdag                                         | Zondag                                           |
| ------------------------------------------------ | ------------------------------------------------ | ------------------------------------------------ | ------------------------------------------------ |
| 1977                                             | 288                                              | 58                                               | -                                                |
| 1978                                             | 307                                              | 38                                               | -                                                |
| 1979                                             | 328                                              | 42                                               | -                                                |
| 1980                                             | 522                                              | 54                                               | 31                                               |
| 1981                                             | 475                                              | 87                                               | 63                                               |
| 1982                                             | 498                                              | 32                                               | -                                                |
| 1983                                             | 518                                              | 34                                               | -                                                |
| 1984                                             | 418                                              | -                                                | -                                                |
| 1985                                             | 389                                              | -                                                | -                                                |
| 1986                                             | 502                                              | -                                                | -                                                |
| 1987                                             | 342                                              | -                                                | -                                                |
| 1988                                             | 288                                              | -                                                | -                                                |
| 1989                                             | 315                                              | -                                                | -                                                |
| 1990                                             | 246                                              | -                                                | -                                                |
| 1991                                             | 314                                              | -                                                | -                                                |
| 1992                                             | 382                                              | -                                                | -                                                |
| 1993                                             | 239                                              | -                                                | -                                                |
| 1994                                             | 262                                              | -                                                | -                                                |
| 1995                                             | 238                                              | -                                                | -                                                |
| 1996                                             | 288                                              | -                                                | -                                                |
| 1997                                             | 379                                              | -                                                | -                                                |
| 1998                                             | 206                                              | -                                                | -                                                |
| 1999                                             | 305                                              | -                                                | -                                                |
| 2000                                             | 200                                              | -                                                | -                                                |
| 2001                                             | 203                                              | -                                                | -                                                |
| 2002                                             | 225                                              | -                                                | -                                                |
| 2003                                             | 285                                              | -                                                | -                                                |
| 2004                                             | 260                                              | -                                                | -                                                |
| 2005                                             | 235                                              | -                                                | -                                                |
| 2006                                             | 225                                              | -                                                | -                                                |
| 2007                                             | 214                                              | -                                                | -                                                |
| 2008                                             | -                                                | -                                                | -                                                |
| 2009                                             | 169                                              | -                                                | -                                                |
| 2010                                             | -                                                | -                                                | -                                                |
| 2011                                             | -                                                | -                                                | -                                                |
| 2012                                             | 261                                              | -                                                | -                                                |
| 2013                                             | 280                                              | -                                                | -                                                |
| 2014                                             | 290                                              | -                                                | -                                                |
| 2015                                             | 204                                              | -                                                | -                                                |
| 2016                                             | 217                                              | -                                                | -                                                |
| 2017                                             | 228                                              | -                                                | -                                                |
| 2018                                             | 307                                              | 107                                              | 76                                               |
| 2019                                             | 428                                              | 34                                               | 36                                               |
| 2020                                             | 291                                              | 114                                              | 84                                               |
| 2021                                             | -                                                | -                                                | -                                                |
| 2022                                             | 383                                              | 127                                              | 127                                              |
| 2023                                             | 569                                              | 175                                              | 157                                              |
| 2024                                             | 581                                              | 199                                              | 191                                              |

0,0: Dendermonde ·
5,6: Baasrode-Noord ·
9,0: Sint-Amands ·
12,5: Oppuurs ·
15,3: Puurs ·
18,4: Ruisbroek-Sauvegarde ·
21,2: Boom ·
22,0: Boom-Krekelenberg ·
24,7: Niel ·
26,4: Schelle ·
27,6: Hemiksem ·
29,9: Hemiksem-Werkplaatsen ·
31,9: Hoboken-Kapelstraat ·
32,9: Hoboken-Polder ·
37,5: Antwerpen-Zuid
0,0: Kontich ·
2,0: Edegem ·
3,8: Kontich-Dorp ·
8,8: Reet ·
12,1: Boom-Krekelenberg ·
14,0: Boom ·
18,5: Willebroek ·
21,7: Tisselt-West ·
26,1: Londerzeel-Oost ·
27,5: Londerzeel ·
30,7: Steenhuffel ·
34,2: Peizegem ·
37,4: Opwijk ·
40,3: Nijverseel ·
41,8: Baardegem ·
44,2: Moorsel ·
46,2: Mijlbeke ·
49,3: Aalst